# Рейневелд, Лукас
Лу́кас Ре́йневелд (нидерл. Lucas Rijneveld; род. 20 апреля 1991, Ньювендейк, Нидерланды), в прошлом Мари́ке Лу́кас Ре́йневелд (Marieke Lucas Rijneveld) — нидерландский прозаик и поэт. Самый молодой лауреат в истории Международной Букеровской премии, присуждённой писателю в 2020 году за дебютный роман «Неловкий вечер» (2018).

## Творческая биография
Марике Лукас Рейневелд выросла в религиозной семье фермеров-протестантов в Ньювендейке — голландской деревне в Северном Брабанте, расположенной примерно в 80 км к югу от Амстердама. Когда ей было три года, её старший брат погиб, попав под автобус. В 19 лет она переехала в Утрехт, чтобы получить педагогическое образование, и со временем открыла для себя творчество Яна Волкерса. По словам Рейневелд, её поразило сходство жизни Волкерса с её собственной, и она осознала, что хочет писа́ть так же, как он. В 2015 году в издательстве Atlas Contact был выпущен её дебютный поэтический сборник «Телячья кожа» (Kalfsvlies), после чего в национальных СМИ Рейневелд провозгласили восходящей звездой нидерландской литературы.
Многие темы поэзии Рейневелд, например религия и детская травма, подробнее раскрываются в её первом романе «Неловкий вечер», который вышел в 2018 году и получил в Нидерландах статус бестселлера. Годом позже она опубликовала вторую антологию стихов Fantoommerrie. В августе 2020 года, в возрасте 29 лет, Рейневелд стала самым молодым в истории и первым нидерландским лауреатом Международной Букеровской премии, вручаемой за лучшее произведение, переведённое на английский язык. Она и переводчица «Неловкого вечера» Мишель Хатчисон были награждены денежным призом в размере 50 тысяч фунтов стерлингов. В том же году увидел свет её второй роман «Мой дорогой питомец» (Mijn lieve gunsteling). Литературное творчество она совмещала с работой на молочной ферме, где по состоянию на март 2020-го трудилась один день в неделю.
В феврале 2021 года издательство Meulenhoff объявило, что выпустит в переводе Рейневелд поэму Аманды Горман «Взбираясь на холм». Когда выбор нетемнокожего переводчика был раскритикован в социальных сетях и колонке журналистки Дженис Дьюл в газете «Фолкскрант» как неуместный, Рейневелд отказалась от перевода поэмы. Спустя несколько дней в «Фолкскрант» вышла её собственная поэма Alles bewoonbaar, написанная в ответ на возникшую полемику. Переводы Alles bewoonbaar также опубликовали газеты «Гардиан» и «Франкфуртер альгемайне цайтунг».
Рейневелд — небинарный человек. В возрасте 23 лет она взяла себе второе имя Лукас, которое принадлежало её воображаемому другу детства. В интервью 2018 года она говорила, что ощущает себя «и мальчиком, и девочкой», но больше склоняется к «мальчиковости». В начале 2022 года Рейневелд попросил употреблять в отношении себя местоимения «он» и «его», а с середины 2023-го стал использовать только имя Лукас.
В январе 2023 года в Амстердаме состоялась премьера спектакля, поставленного по «Моему дорогому питомцу» режиссёром Иво ван Хове.

## Публикации
| Год  | Оригинальное название (нидерл.) | Жанр                | Издательство   | ISBN                |
| ---- | ------------------------------- | ------------------- | -------------- | ------------------- |
| 2015 | Kalfsvlies                      | поэтический сборник | Atlas Contact  | ISBN 978-9025444105 |
| 2018 | De avond is ongemak             | роман               | Atlas Contact  | ISBN 978-9025444112 |
| 2019 | Fantoommerrie                   | поэтический сборник | Atlas Contact  | ISBN 978-9025453459 |
| 2020 | Mijn lieve gunsteling           | роман               | Atlas Contact  | ISBN 978-9025470142 |
| 2022 | Komijnsplitsers                 | поэтический сборник | Atlas Contact  | ISBN 978-9025471200 |
| 2022 | Het warmtefort                  | эссе                | Stichting CPNB | ISBN 978-9059658837 |

#### На русском языке
- Неловкий вечер = De avond is ongemak / пер. с нидерл. К. А. Новиковой. — М.: Эксмо. Inspiria, 2021. — 320 с. — (Loft. Букеровская коллекция). — ISBN 978-5-04-116806-3.
- Мой дорогой питомец = Mijn lieve gunsteling / пер. с нидерл. К. А. Новиковой. — М.: Эксмо. Inspiria, 2023. — 320 с. — (Loft. Современный роман). — ISBN 978-5-04-154533-8.

## Награды
- 2016 — Премия К. Буддинга[англ.] за лучший поэтический дебют на нидерландском языке за сборник стихов Kalfsvlies[18]
- 2019 — Премия ANV Debutantenprijs[нидерл.] за лучший дебютный роман на нидерландском языке за роман De avond is ongemak[19]
- 2020 — Ida Gerhardt Poëzieprijs[англ.] (премия имени Иды Герхардт) за сборник стихов Fantoommerrie[20]
- 2020 — Международная Букеровская премия за английский перевод романа De avond is ongemak (совместно с Мишель Хатчисон[англ.])[7]
- 2021 — Премия Фердинанда Бордевейка[англ.] за роман Mijn lieve gunsteling[21]
- 2022 — Премия Prijs de Boon[нидерл.] за роман Mijn lieve gunsteling[22]